# Даудов, Турко Илмадиевич
Турко Илмадиевич Даудов (род. 27 июня 1975) — российский религиозный деятель и дипломат. Постоянный представитель Российской Федерации при Организации Исламского сотрудничества с 17 июля 2023 года. Чрезвычайный и полномочный посланник 1 класса (2025).

## Биография
В 2012 году окончил Институт социальных и гуманитарных знаний города Казань, а в 2020 году — Пятигорский государственный университет со степенью магистра международных отношений. Владеет арабским и английским языками.
В 2006—2015 годах — советник заместителя министра по делам религии и пожертвований (вакуфов) Государства Кувейт.
В 2008—2015 годах — представитель Духовного управления мусульман Чеченской Республики в Персидском заливе.
В 2011—2015 годах — заместитель директора научно-образовательного центра «Аль-Васатыя» по внешним связям.
В 2016—2019 годах — заместитель муфтия Чеченской Республики по внешним связям.
В 2019—2023 годах — советник Главы Чеченской Республики по взаимодействию с арабскими и мусульманскими странами.
С 17 июля 2023 года — постоянный представитель Российской Федерации при Организации Исламского сотрудничества в г. Джидда, Королевство Саудовская Аравия.

## Дипломатический ранг
- Чрезвычайный и полномочный посланник 1 класса (11 июня 2025)[3].

## Награды
- Медаль «За заслуги перед Чеченской Республикой».